# The One You Need
"The One You Need" är en R&B-låt framförd av den amerikanska sångerskan Megan Rochell, komponerad av Rodney "Darkchild" Jerkins och hans produktionsteam. Låten gästas av rapparen Fabolous.
I "The One You Need" sjunger framföraren djärvt att hon kan älska sitt kärleksintresse bättre än någon annan kan. Låten var först planerad att ges till Christina Milian men tack vare att hon lämnade Def Jam Records fick Rochell spåret istället. Originalversionen av låten har en akustisk karaktär medan den officiella remixen; "The One You Need (Darkchild Remix)", har en kraftig basgång. Spåret blev Rochells debut på musikmarknaden och den ledande singeln från sångerskans outgivna debutalbum You, Me & The Radio. Singeln gavs ut någon gång under det första kvartalet av år 2006. Den 6 maj gjorde låten en klättring på 15 placeringar (66-51) på USA:s R&B-lista Hot R&B/Hip-Hop Songs. "The One You Need" blev veckans näst största "klättrare" på den singellistan. Hos amerikanska radiostationer som spelade musik inom Rhythmic AC-formatet nådde singeln samtidigt 6 miljoner spelningar. Detta fick låten att stiga till en 41:a plats på USA:s Hot R&B/Hip-Hop Airplay.
Singelns fortsatta prestationer på singellistorna blev dock i stort en besvikelse för Rochell och Def Jam Records. Trots sin starka start misslyckades låten att ta sig högre än en 42:a plats på R&B-listan och slog heller aldrig igenom på några andra musikformat (Billboard Hot 100).

## Format och innehållsförteckningar
- Amerikansk CD-singel

1. "The One You Need (Radio Mix)" - 3:25
2. "The One You Need (Album Version)" - 4:25
3. "The One You Need (Darkchild Remix)" - 4:43

- Amerikansk 12" vinyl

1. "The One You Need (Main Mix)"
2. "The One You Need (Radio Mix)"
3. "The One You Need (Radio (No Rap) Mix)"
4. "The One You Need (Instrumental Mix)"
5. "The One You Need (Fab Intro Main Mix)"
6. "The One You Need (Fab Intro Radio Mix)"
7. "The One You Need (Fab Intro Radio (No Rap) Mix)"
8. "The One You Need (Instrumental Mix)"

## Listor
| Listor (2006)                     | Topp position |
| --------------------------------- | ------------- |
| Billboard Hot R&B/Hip-Hop Songs   | 42            |
| Billboard Hot R&B/Hip-Hop Airplay | 41            |